# Saalbach-Hinterglemm
Saalbach-Hinterglemm (före 1987 enbart Saalbach) är en kommun i distriktet Zell am See i förbundslandet Salzburg i Österrike. Kommunen har 2 911 invånare (2024) och består av två orter (Ortschaften) (inom parentes invånarantal 1 januari 2024):
- Hinterglemm (1 062)
- Saalbach (1 849)

## Geografi
Saalbach-Hinterglemm ligger i Glemmtal, som i sin tur ligger i Pinzgau. Närmaste stad är Zell am See som ligger 20 kilometer bort.

## Sport och fritid
Saalbach-Hinterglemm är en känd vintersport- och turistort. Saalbach-Hinterglemm var värd för alpina skid-VM år 1991, och är så ånyo år 2025.